# BAC TSR.2

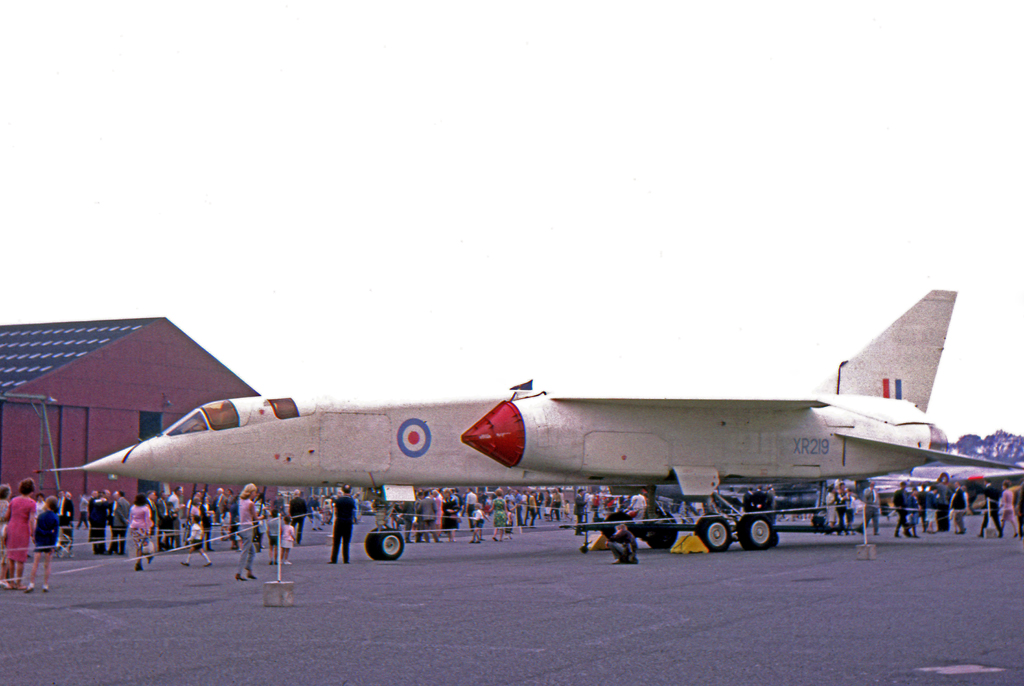
BAC TSR.2 XR219 in Warton 1966

Die BAC TSR.2 (British Aircraft Corporation – Tactical Strike and Reconnaissance 2) war ein britisches Projekt für einen Überschallaufklärer und -bomber als Ersatz für die English Electric Canberra in den 1960er-Jahren.

## Beschreibung
Die Konstruktion war für die damalige Zeit sehr fortschrittlich und enthielt Details wie Doppler-Radar, Trägheitsnavigationssystem, Moving-Map-Kartenanzeige und Terrainfolgeradar. Ähnliche Flugleistungen erforderten bei der zur gleichen Zeit entwickelten General Dynamics F-111 eine deutlich aufwändigere Konstruktion unter Einsatz von Schwenkflügeln. Die TSR.2 kam ohne dieses Merkmal aus, war aber dennoch zu Starts auf kurzen Pisten von 600 Metern Länge in der Lage.
Bereits beim Erstflug am 27. September 1964 vom südenglischen Flugplatz Boscombe Down aus konnte der Prototyp die hohen Anforderungen mühelos erreichen oder sogar übertreffen. Schon im folgenden Jahr (am 6. April 1965) folgte jedoch der jähe Abbruch des Projekts nach der Fertigstellung von nur zwei Flugzeugen, da die britische Regierung der Meinung war, dass Raketen in naher Zukunft die bemannten Flugzeuge ersetzen würden. Nach der Vereinbarung von Nassau mit der US-amerikanischen Regierung 1962 stand mit der Polaris-Rakete eine deutlich kostengünstigere Variante zur Aufwertung der britischen Atomstreitmacht zur Verfügung. Die verbleibenden Einsatzzwecke stellten keine ausreichende Rechtfertigung für die hohen Projektkosten mehr dar. Stattdessen wurde die Anschaffung einiger F-111 erwogen, letztlich wurde diese Alternative aber ebenso verworfen und die Blackburn Buccaneer beschafft.
Es wurden insgesamt nur drei Flugzeuge gebaut (XR219, XR220 und XR222). XR219 wurde verschrottet, XR220 kann auf dem Militärflugplatz RAF Cosford, Shropshire, besichtigt werden. XR222 wird im Imperial War Museum in Duxford, Cambridgeshire, ausgestellt.
Das einzige größere Projekt des britischen Militärflugzeugbaus neben multinationalen Kooperationen wie dem SEPECAT Jaguar, dem Panavia Tornado und dem Eurofighter Typhoon ab diesem Zeitpunkt blieb die Hawker Harrier.

## Technische Daten
| Kenngröße                | Daten |
| ------------------------ | --- |
| Typ                      | Taktischer Überschallbomber und -aufklärer                                                                            |
| Besatzung                | 2 |
| Länge                    | 27,13 m |
| Spannweite               | 11,28 m |
| Flügelfläche             | 65,03 m² |
| Flügelstreckung          | 1,95 |

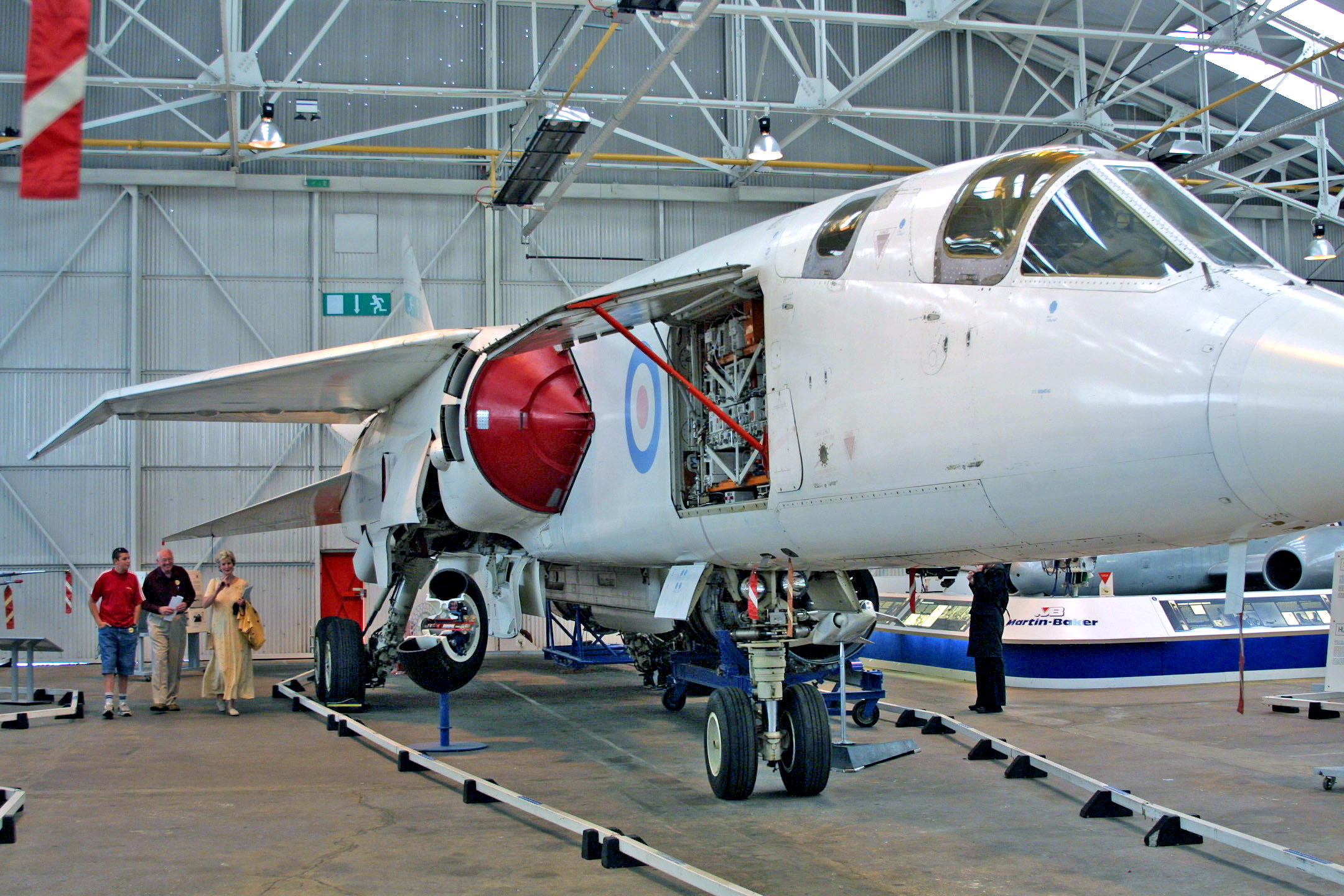
BAC TSR.2 XR220 in Cosford

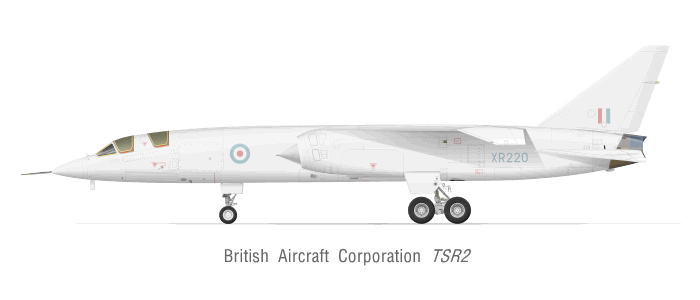
BAC TSR.2

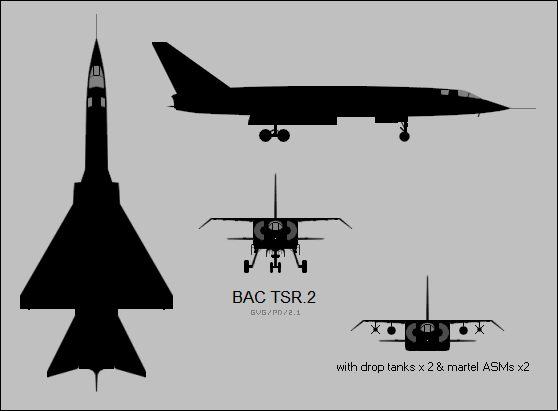
BAC TSR.2

| Tragflächenbelastung     | - minimal (Leermasse): 382 kg/m² - nominal (normale Startmasse): 556 kg/m² - maximal (maximale Startmasse): 713 kg/m² |
| Höhe                     | 7,32 m |
| Leermasse                | 24.834 kg |
| normale Startmasse       | 36.287 kg |
| max. Startmasse          | 46.545 kg |
| Höchstgeschwindigkeit    | - auf optimaler Flughöhe: 2.390 km/h - auf 61 m: 1.345 km/h                                                           |
| Dienstgipfelhöhe         | 16.459 m |
| Steigrate                | 267 m/s |
| Einsatzradius            | - Hi-Hi-Hi-Profil: 1.850 km - Hi-Lo-Hi-Profil: 1.287 km                                                               |
| Triebwerke               | zwei Strahltriebwerke Bristol-Siddeley Olympus BOl.22R (Mk. 320)                                                      |
| Schubkraft               | - mit Nachbrenner: 2 × 136,70 kN - ohne Nachbrenner: 2 × 87,23 kN                                                     |
| Schub-Gewicht-Verhältnis | - maximal (Leermasse): 1,12 - nominal (normale Startmasse): 0,77 - minimal (maximale Startmasse): 0,60                |

### Bewaffnung
- intern: 1–2 × taktische Atombomben, 6.454 kg Bomben oder 1 großer Treibstofftank
- extern: Bombenlast bis 2.722 kg, 4 × AS.30-Luft-Boden-Raketen oder zusätzliche Treibstofftanks